# Diamanda Galás (album)
Diamanda Galás (także Panoptikon) – drugi album studyjny amerykańskiej artystki awangardowej Diamandy Galás, wydany w 1984 roku na płycie gramofonowej przez wytwórnię Metalanguage Records.
Podobnie jak na poprzedniej płycie Galás, The Litanies of Satan, na jej drugim, eponimicznym albumie znalazły się dwa długie utwory. Pierwszy to nagrany w lutym 1984 roku w Berkeley w amerykańskim stanie Kalifornia Panoptikon, tytułem nawiązujący do więzienia zaprojektowanego przez Anglika Jeremy’ego Benthama, panoptikonu właśnie, który strażnikom więziennym miał dawać możliwość skrytego nadzorowania więźniów, wskutek czego ci ostatni nigdy nie mieliby pewności, czy w danym momencie są lub nie są obserwowani. Wokalistka poruszyła tu tematykę m.in. uwięzienia i alienacji. W drugim utworze, Tragouthia Apo To Aima Exoun Fonos (Song from the Blood of Those Murdered), zarejestrowanym w październiku 1981 roku w siedzibie stacji radiowej KOPN w mieście Columbia w stanie Missouri,  artystka odniosła się do junty czarnych pułkowników, tj. dyktatury wojskowej panującej w Grecji w latach 1967-1974.

## Lista utworów
Opracowano na podstawie materiału źródłowego.
Strona A:
| Nr | Tytuł utworu | Długość |
| -- | ------------ | ------- |
| 1. | „Panoptikon” | 15:22   |
|    |              | 15:22   |

Strona B:
| Nr | Tytuł utworu | Długość |
| -- | --- | ------- |
| 1. | „Τραγούδια από το Αίμα Εχούv Φονός (Tragouthia Apo to Aima Exoun Fonos - Song from the Blood of Those Murdered)” | 17:19   |
|    | | 17:19   |

## Twórcy
Opracowano na podstawie materiału źródłowego.
Muzycy:
- Diamanda Galás – śpiew

Dodatkowi muzycy:
- Richard Zvonar – taśma, przetwarzanie sygnałów, overdubbing

Produkcja:
- Ed Herrmann – nagranie Tragouthia Apo To Aima Exoun Fonos (Song from the Blood of Those Murdered)
- Bob Shumaker – inżynieria dźwięku
- Phil Brown – mastering
- Larry Ochs – produkcja wykonawcza